# Ravine Diane
Die Ravine Diane ist ein kurzer Zufluss des Pagua River im Osten von Dominica im Parish Saint David.

## Geographie
Die Ravine Diane entspringt am nördlichen Gipfel des Fond Corde auf ca. 180 m über dem Meer und fließt nach Westen. Sie mündet bereits nach ca. 740 m bei Balata von rechts und Osten in den Pagua River.